# 花田陵
花田陵（はなだ りょう、1987年6月15日 - ）は、日本の漫画家、映画監督、脚本家、ファッションデザイナー。愛媛県出身。血液型O型。性別は女性だが、本人はTwitterで自身が恐らくXジェンダーではないかと発言している。

## 経歴
2012年にスクウェア・エニックス主催の「第28回月例ヤングガンガン漫画賞」にて、『BLiND』で佳作・審査員特別賞を受賞。
2013年から2019年まで月刊モーニングtwo（講談社）にて『デビルズライン』を連載。同作は2018年にテレビアニメ化された。『デビルズライン』完結後は、同年のうちに新作『ブラックガルド』を開始し、2021年まで連載された。
2021年、短編映画制作プロジェクト「MIRRORLIAR FILMS」で映画監督に初挑戦。

## 作品リスト

### 連載
- デビルズライン（『月刊モーニングtwo』2013年5月号 - 2019年2号〈本編〉、2019年3号 - 7号〈番外編〉、全14巻）
  - デビルズラインII［逆襲］（『月刊モーニングtwo』2022年3号[5] - 連載中、既刊6巻）
- ブラックガルド（『月刊モーニングtwo』2019年11号 - 2021年12号[6]、全5巻）

### 読切
- 戦慄のニーナ（『週刊ヤングマガジン』2020年50号）
- 蹊の男(『近代麻雀ノート』2023年9月2日）

### 映画
- MIRRORLIAR FILMS Season1「INSIDE」（2021年9月17日、イオンエンターテイメント）- 監督・脚本

### 挿絵
- 冥府の麻雀 (近代麻雀戦術シリーズ)